# Rudolf Emil Kálmán
Rudolf Emil Kálmán (Budapest, 19 maggio 1930 – Gainesville, 2 luglio 2016) è stato un ingegnere e matematico statunitense.

## Biografia
Di origini ungheresi, nato a Budapest, emigrò nel 1943 con i genitori negli Stati Uniti. Studiò al Massachusetts Institute of Technology (MIT) laureandosi nel 1953 e successivamente conseguì il master nel 1954 in ingegneria elettrica. Partendo da questa iniziale formazione ingegneristica, Kálmán si dedicò soprattutto alla teoria dei sistemi matematici. Nel 1957 conseguì il Ph.D alla Columbia University, allievo di John R. Ragazzini, con una tesi dal titolo Analysis and Synthesis of Linear Systems Operating on Randomly Sampled Data. Lavorò come ricercatore matematico all'Istituto di Ricerca per Studi Avanzati di Baltimora tra il 1958 e il 1964, come professore alla Stanford University dal 1964 al 1971, e professore ricercatore e direttore del Centro per la Teoria dei Sistemi Matematici all'Università della Florida, a Gainesville, dal 1971 al 1992. A partire dal 1973 ha avuto anche la cattedra di Teoria dei Sistemi Matematici all'Istituto Federale di Tecnologia (ETH) di Zurigo.
Il contributo scientifico più noto di Kálmán è il cosiddetto filtro di Kalman, una tecnica matematica molto usata nei sistemi di controllo e nell'avionica per estrarre un segnale da una serie di misure incompleta e affetta da rumore.
Le idee di Kálmán sul filtraggio furono dapprima accolte con scetticismo, al punto da vedersi costretto a pubblicare i suoi primi lavori su una rivista di ingegneria meccanica anziché elettrica. Ottenne maggior successo, comunque, presentando le sue idee durante una visita a Stanley Schmidt nel Centro di Ricerche Ames della NASA, nel 1967. Da lì derivò l'utilizzo dei filtri di Kálmán nel programma Apollo.
Per quanto il lavoro più noto di Kálmán riguardi il filtraggio, egli tra la fine degli anni '50 e la prima metà degli anni '60 fu autore di una spettacolare serie di articoli seminali che crearono la moderna teoria dei sistemi e del controllo. Kálmán definì rigorosamente il cosiddetto approccio con lo spazio di fase, che permise di superare le limitazioni dell'analisi classica in frequenza e fornì una trattazione completa e rigorosa della teoria della stabilità di sistemi dinamici a tempo continuo e discreto; introdusse le nozioni di controllabilità e osservabilità e la cosiddetta decomposizione strutturale di Kalman; diede contributi fondamentali alla teoria del controllo ottimo, combinando il regolatore lineare quadratico (LQR) con il filtro di Kalman per giungere alla formulazione del controllo lineare quadratico gaussiano (LQG); si interessò inoltre al problema della realizzazione minima, pubblicando con B. L. Ho il noto algoritmo di Ho-Kalman.
Negli Stati Uniti è stato membro dell'Accademia nazionale delle scienze, dell'Accademia Nazionale di Ingegneria e dell'Accademia Americana di Arti e Scienze. È stato membro straniero delle Accademie nazionali delle Scienze d'Ungheria Francia e Prussia. Gli sono stati conferiti numerosi dottorati honoris causa. Dopo un anno dalla assegnazione ufficiale, il presidente degli Stati Uniti Barack Obama gli ha consegnato, il 7 ottobre 2009, la National Medal of Science 2008.
Era sposato con Constantina Stavrou, da cui ha avuto due figli, Andrew e Elisabeth.

## Riconoscimenti
- 1974 della medaglia d'onore della IEEE
- 1984 la medaglia per il centenario della IEEE
- 1985 il premio Kyōto per la tecnologia[2]
- 1987 il premio Steele della American Mathematical Society[3]
- 1997 il premio Bellman
- 2008 il premio Charles Stark Draper[4]
- 2008 la medaglia National Medal of Science  USA[5]

## Principali lavori scientifici
- Kalman, R.E., A new approach to linear filtering and prediction problems (PDF), in Journal of Basic Engineering, vol. 82, n. 1, 1960,  pp. 35-45, DOI:10.1115/1.3662552. URL consultato l'8 aprile 2013 (archiviato dall'url originale il 29 maggio 2008).
- Kalman, R.E., Bucy, R.S., New Results in Linear Filtering and Prediction Theory (PDF), 1961. URL consultato l'8 aprile 2013 (archiviato dall'url originale il 24 gennaio 2016).
- Kalman, R. E., Contributions to the theory of optimal control, in Bol. Soc. Mat. Mexicana, 1960.
- Kalman, R. E., Mathematical description of linear dynamical systems, in Journal of the SIAM, 1963.
- Kalman, R. E., Bertram, J. E., Control system analysis and design Via the “second method” of Lyapunov: I — Continuous-time systems, in ASME Journal of Basic Engineering, 1960.
- Kalman, R. E., Bertram, J. E., Control system analysis and design Via the “second method” of Lyapunov: II — Discrete-time systems, in ASME Journal of Basic Engineering, 1960.
- Kalman, R. E., Ho, B. L., Editorial: Effective construction of linear state-variable models from input/output functions, in Regelungstechnik, 1966.